# Stříbrný luh
Stříbrný luh je přírodní rezervace v okrese Rakovník u obce Roztoky u Křivoklátu, v katastrálním území Újezd nad Zbečnem. Název Stříbrný luh se odvíjí od přívlastku „stříbrný“. Pod Častonicemi, které přes řeku Berounku sousedí se Stříbrným luhem, se těžila olověná ruda. Právě olovo se využívalo při hutnění stříbrných rud.
Do seznamu chráněných území České republiky byla tato rezervace zapsána 11. října 1984 a spadá do  chráněné krajinné oblasti Křivoklátsko. Rezervace je chráněná především díky netypickému spojení porostů suťových javořin a prvků lesostepní vegetace. Ideálním obdobím na návštěvu tohoto území je jaro a léto, kdy kvete například koniklec luční český.

## Přírodní poměry
Přírodní rezervace Stříbrný luh se nachází na pravém svahu meandru řeky Berounky mezi obcemi Roztoky u Křivoklátu a Újezdem nad Zbečnem, ve Středočeským kraji. Volně na něj navazuje Údolí Čertova luhu. Oblast je součástí Křivoklátské vrchoviny, podcelku Zbirožská vrchovina a okrsku Vlastecká vrchovina. Území měří 106 hektarů a je součástí CHKO Křivoklátsko. Je také součástí geoparku Barrandien, který má rozlohu 4 316,3 km² a rozprostírá se ve třech krajích (Středočeském, Plzeňském a v hlavním městě Praha).
Území se z největší části rozkládá na horninách křivoklátsko-rokycanského pásma. Převážná část území se skládá ze starohorních a prvohorních hornin Barrandienu. Geologický základ je tvořen suchozemskými vulkanity pocházející ze svrchního kambria (andezity). Nadmořská výška se pohybuje od 260 do 480 metrů.
Objevuje se zde pestrá škála hnědých mezotrofních půd a rankerů, které se z velké části vyskytují na silně skeletnatých zvětralinách pevných a zpevněných hornin. Tyto horniny obsahují velké množství křemíku.
Přírodní rezervace Stříbrný luh je typická pro svá zachovalá lesní společenstva doplněná o výskyt teplomilných křovin, dále pro poměrně vzácnou vegetaci vápnitých skal a v neposlední řadě pro pohyblivé karbonátové sutiny.

### Flóra

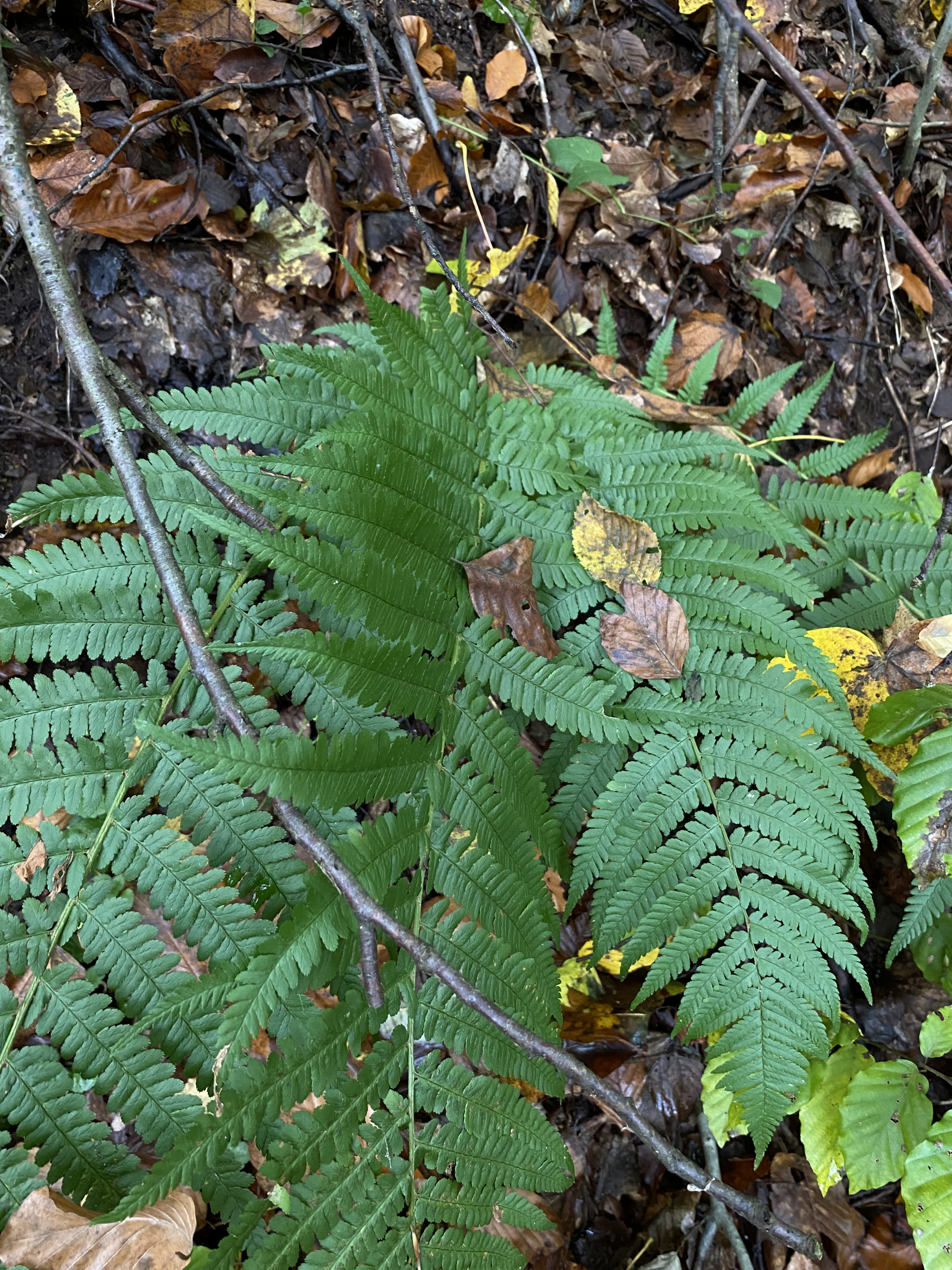
Kapraď samec

V severní části území v blízkosti řeky Berounky se rozprostírá zachovalé bylinné patro tvořené zvláště chráněnými druhy: lilií zlatohlávkem (Lilium martagon), plaménkem přímým (Clematis recta) nebo tařicí skalní (Aurinia saxatilis). 
Na pustých skalnatých svazích roste koniklec jarní (Pulsatilla pratensis), chrpa chlumní (Centaurea triumfettii), kavyl Ivanův (Stipa pennata) bělozářka liliovitá (Anthericum liliago) nebo třemdava bílá (Dictamnus albus). Tyto rostliny jsou přizpůsobeny k životu na specifických stanovištích se skalnatým či suťovým podložím. Z ohrožených druhů rostlin se zde vyskytuje například zimostrázek nízký (Polygala chamaebuxus).
Ve stromovém patře se zde nachází přirozené bukové, dubové a javorové porosty. Místy můžeme narazit na chráněný tis červený (Taxus baccata) nebo na jalovec obecný (Juniperus communis).

### Fauna
Skalní výchozy poskytují útočiště řadě bezobratlým živočichům. Na vlhčích místech můžeme z řádu měkkýšů narazit na vřetenovku rovnoústou (Cochlodina orthostoma) a vřetenatku šedavou (Bulgarica cana). V toku řeky Berounky se vyskytuje kriticky ohrožený velevrub malířský (Unio pictorum). Na skaliscích a suchých výchozech se vyskytují někteří zástupci spadající do třídy plžů jako je vrkoč horský  (Vertigo alpestris) nebo vrkoč lesní (Vertigo pusilla).
Z řádu členovců (konkrétně třídy pavoukovců) se zde vyskytují významné xerotermní druhy jako je skákavka hladká (Neon levis) nebo stepník rudý (Eresus kollari).
Žije zde také řada obratlovců. Vlhká stanoviště poblíž řeky Berounky vyhovují obojživelníkům, jejichž výskyt je tu proto hojný. Významný je výskyt kuňky žlutobřiché (Bombina variegata) a mloka skvrnitého (Salamandra salamandra). Z třídy plazů je zde možné narazit na ještěrku zelenou (Lacerta viridis), užovku podplamatou (Natrix tessellata), užovku hladkou (Coronella austriaca) a také na jediného jedovatého hada ,vyskytující se na našem území, zmiji obecnou (Vipera berus).
Doubravy a bučiny jsou vhodným místem ke hnízdění mnoha druhů ptáků, mezi některé z nich patří například luňák červený (Milvus milvus) a včelojed lesní (Pernis apivorus). Mezi zástupce šplhavců řadíme například datla černého (Dryocopus martius), strakapouda velkého (Dendrocopos major) nebo krutihlava obecného (Jynx torquilla). Z pěvců se zde vyskytuje například silně ohrožený lejsek malý (Ficedula parva) nebo žluva hajní (Oriolus oriolus). 
V celém území je také vysoká koncentrace lovné zvěře. Nejhojnějšími druhy jsou prase divoké (Sus scrofa), jelen evropský (Cervus elaphus) a srnec obecný (Capreolus capreolus).

## Ochrana přírody

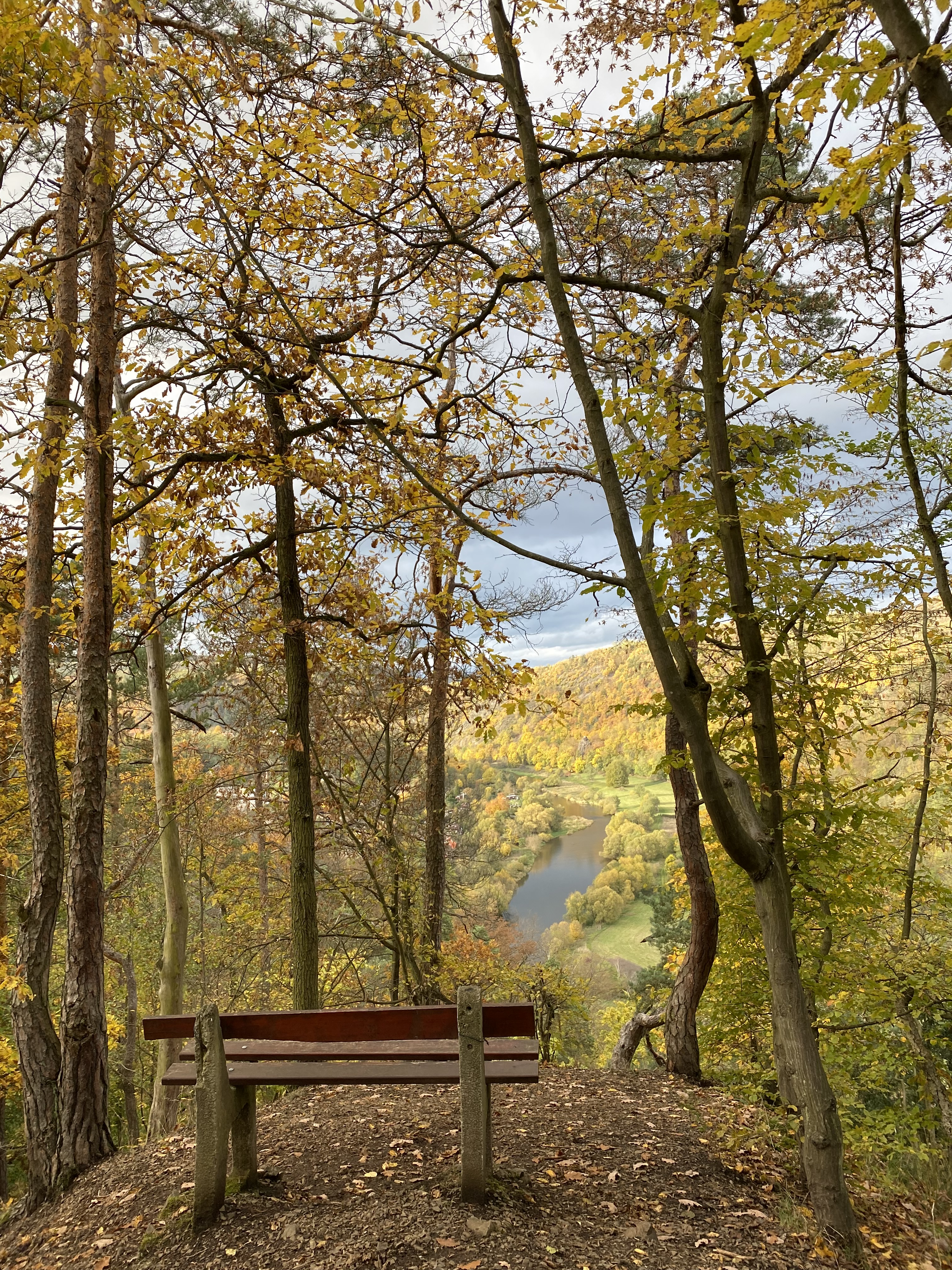
Vyhlídka Stříbrný luh

Podle kategorií IUCN se území zařazuje do IV. kategorie – území pro péči o stanoviště/druhy. Přírodní rezervace je začleněna do soustavy evropsky významných lokalit systému Natura 2000.Také je součástí ptačí oblasti Křivoklátsko. 
V přírodní rezervaci probíhá mykologický a ornitologický výzkum. A také výzkum na inventarizaci obojživelníků a plazů. V roce 2019 zde probíhal průzkum týkající se inventarizace vážek a vodního hmyzu.
Probíhá zde ochrana smíšených lesních a křovinných porostů, stepí i skal. Na území je možno pozorovat velké množství ohrožených rostlin např. plamének přímý (Clematis recta), lilii zlatohlávek (Lilium martagon) nebo chrpu chlumní (Centaurea triumfettii), kromě toho tu žije také velké množství pavouků, brouků a plazů.
Toto území je cíleným managementem CHKO Křivoklátsko ponecháno samovolnému vývoji.

## Turismus
Západní částí celého území vede značená naučná stezka Stříbrný luh. Z Roztok u Křivoklátu  se do přírodní rezervace  lze dostat po červeně značené turistické trase. Po cestě se nachází Vyhlídka Stříbrný luh, z níž je výhled na řeku Berounku.

## Galerie

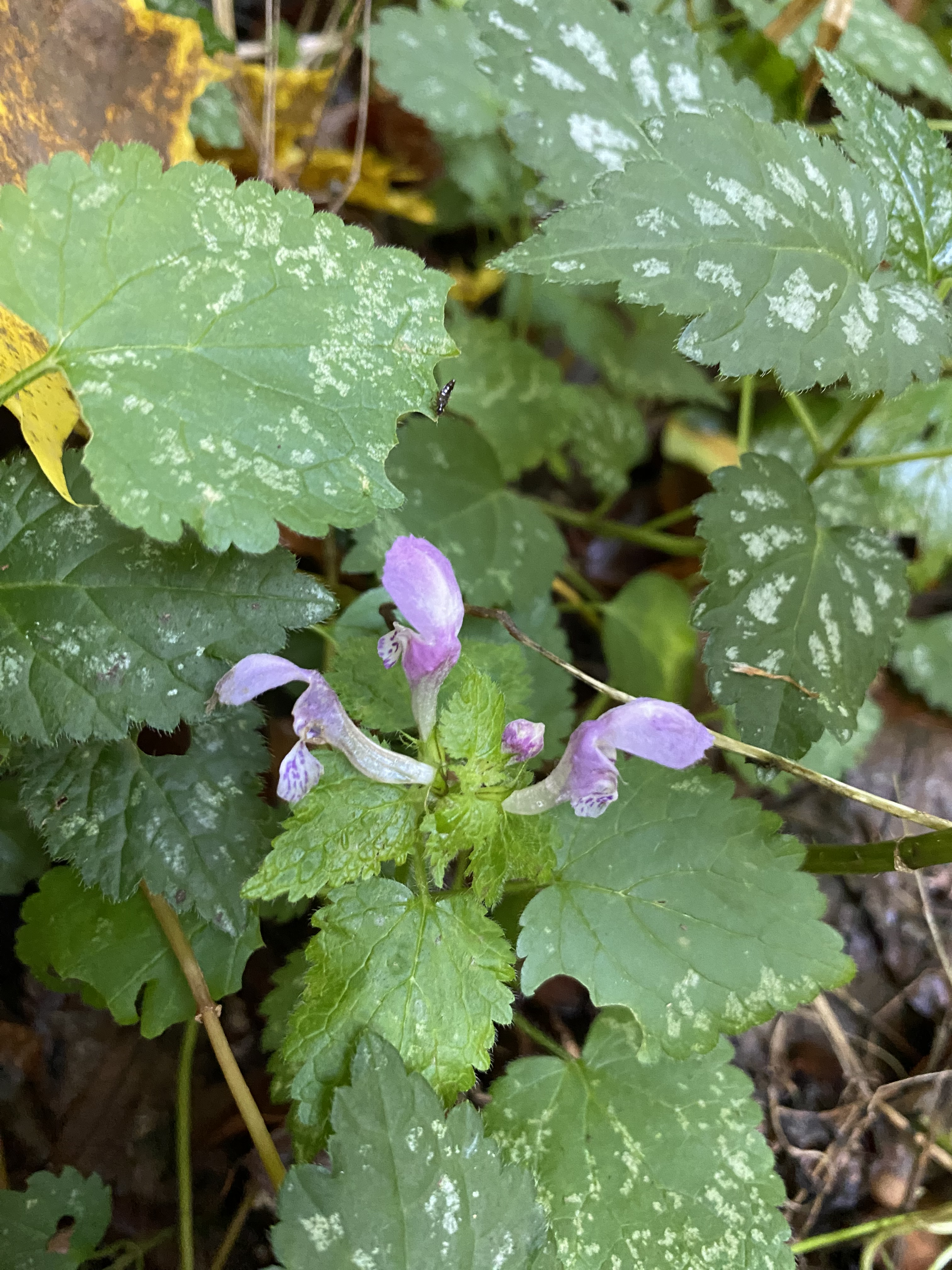
Hluchavka skvrnitá
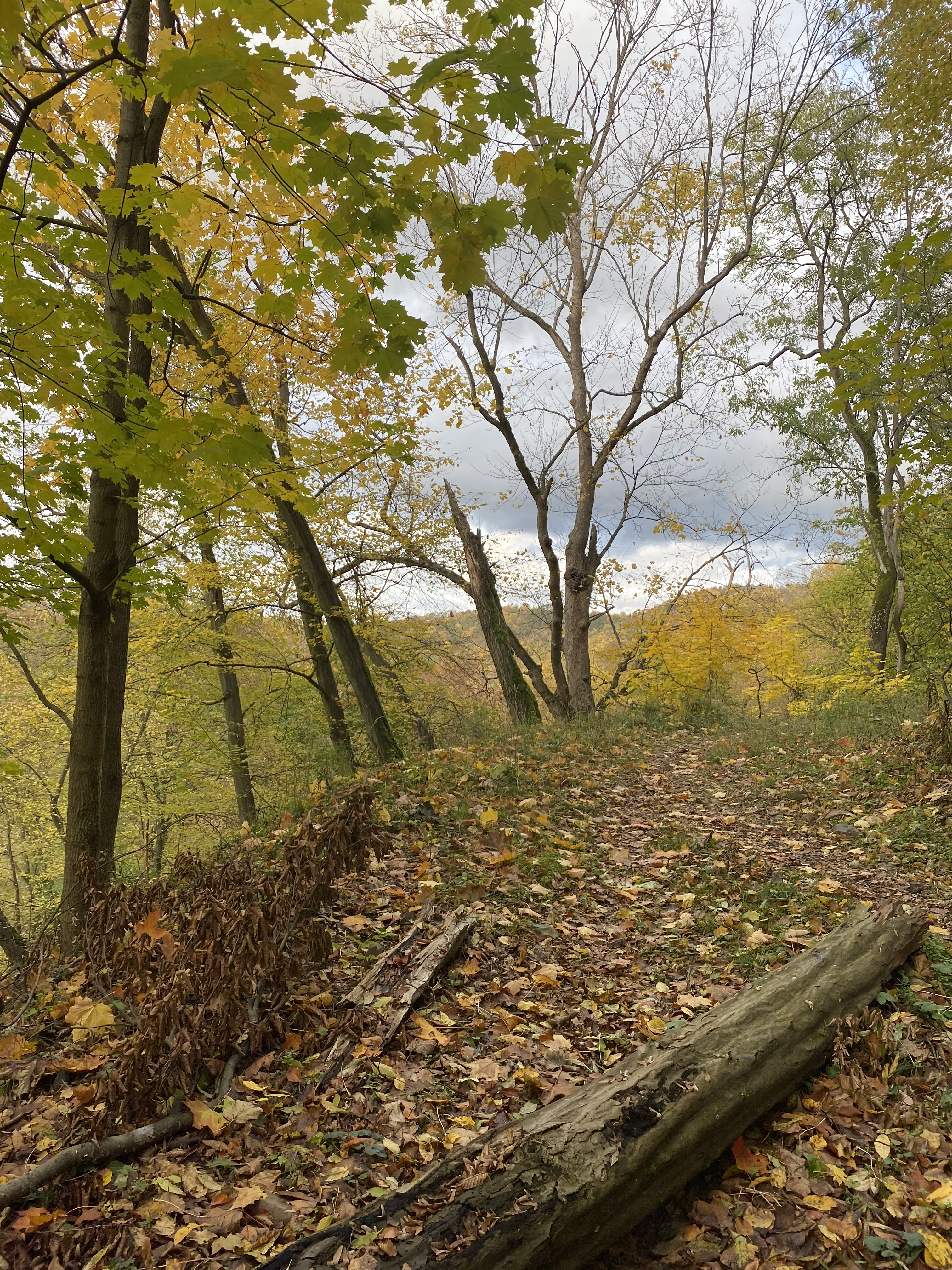
Lesy přírodní rezervace
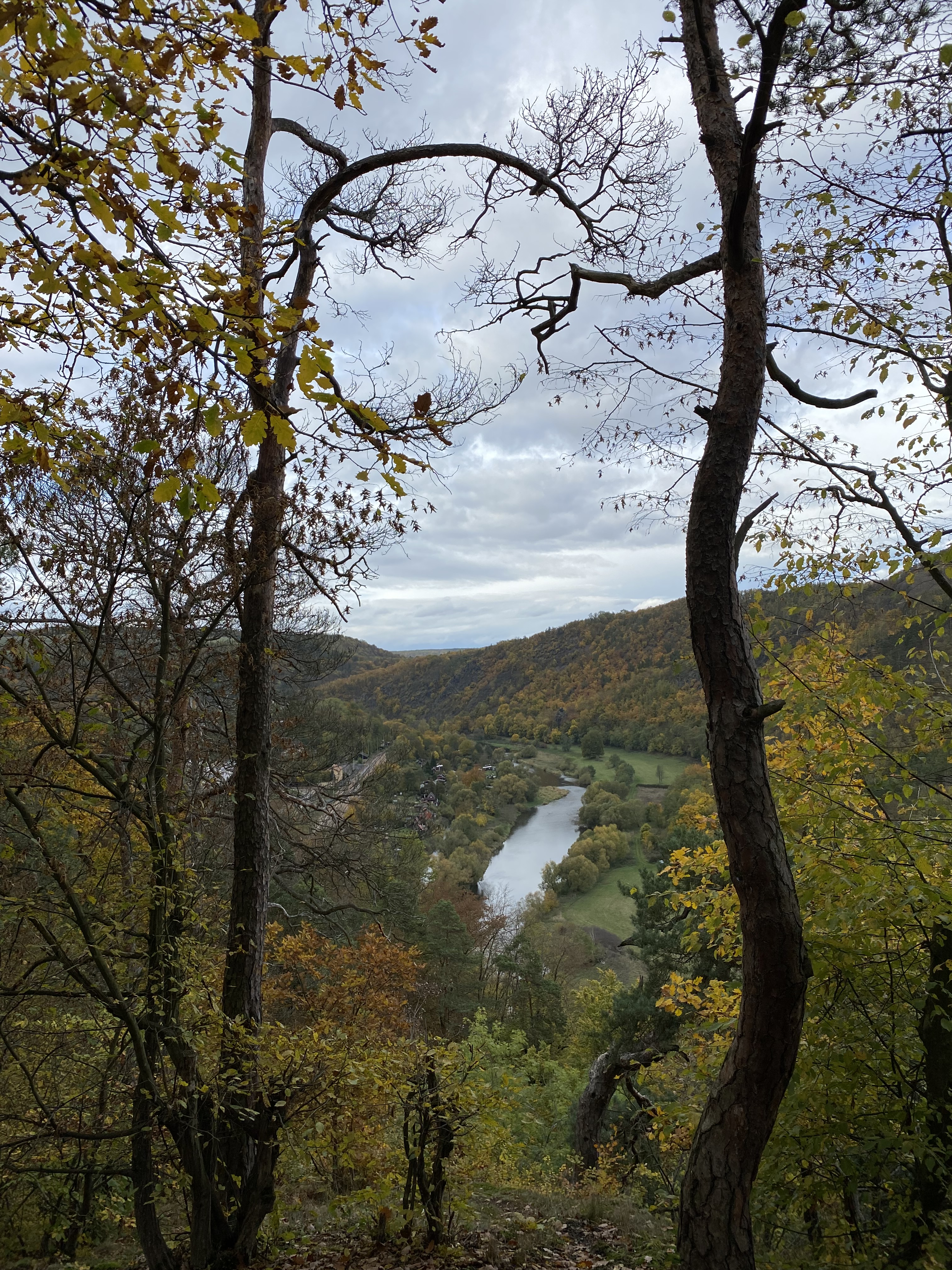
Výhled do údolí Berounky